# Discografia de Secret
A discografia da girlgroup Sul-coreana, Secret, consiste em dois álbuns de estúdio, quatro EPs, sete Singles, onze Videoclipes e uma trilha sonora.
Em 2009, Secret lançou seu single de lançamente, "I Want You Back". Em 2010, elas lançaram dois EPs e dois singles. Em 2011, elas fizeram seu debut japonês e lançaram um single japonês e um EP japonês. Ainda em 2011, Secret lançou três singles coreanos e um álbum coreano.

## Álbuns

### Álbuns de Estúdio
| Nome                                                                                 | Detalhes do álbum | Melhor posição em chart | Melhor posição em chart | Vendas         |            |            |            |
| Nome                                                                                 | Detalhes do álbum | KOR                     | JPN                     | Vendas         |            |            |            |
| Em Coreano                                                                           | Em Coreano | Em Coreano              | Em Coreano              | Em Coreano     | Em Coreano | Em Coreano | Em Coreano |
| ------------------------------------------------------------------------------------ | --- | ----------------------- | ----------------------- | -------------- | ---------- | ---------- | ---------- |
| Moving in Secret                                                                     | - Lançamento: 18 de Outubro de 2011 - Gravadora: TS Entertainment - Formato: CD, Download Digital Lista de Faixas 1. "Love is Move" (사랑은 MOVE; Sarangeun MOVE) 2. "Sexy" (섹시하게; Sexyhage) 3. "Don't Laugh" (웃지좀마; Eutji Jom Ma) 4. "Movie Star" 5. "Amazinger" (Hana solo) 6. "Together" 7. "I Hope" (바래; Barae) 8. "Bastard" 9. "Neverland" 10. "Love is Move" (Instrumental) | 3                       | —                       | - KOR: 16.619+ |            |            |            |
| Em Japonês                                                                           | |                         |                         |                |            |            |            |
| Welcome to Secret Time                                                               | - Lançamento: 22 de Agosto de 2012 - Gravadora: Sony Music Entertainment Japan - Formato: CD, Download Digital Lista de Faixas 1. "Intro: Welcome to Secret Time" 2. "Ai wa Move" (愛はムーブ; Love Is Move) (Japanese version) 3. "Madonna" (Japanese - Album version) 4. "Shy Boy" (Japanese version) 5. "Starlight Moonlight" (Japanese version) 6. "Manatsu no Mermaid" (真夏のマーメイド; Mid-Summer Mermaid) 7. "I Miss You" 8. "So Much for Goodbye" (これくらいのサヨナラ; Kore Kurai no Sayonara) 9. "Don't Laugh" (New Groove Version - 笑わないで; Warawanaide) 10. "Twinkle Twinkle" 11. "Drive to You" 12. "Walking" 13. "Secret Dream" -DVD - Type A: 1st Japan Tour "Secret Time" 2012 at Zepp Tokyo- 1. "Opening" 2. "Magic" 3. "Movie Star" (Japanese version) 4. "Be Sexy" (섹시하게; Sexyhage) 5. "Love is Move" 6. "Together" (Japanese version) 7. "My Boy" (New Arrange version) 8. "Shy Boy" (Japanese version) 9. "Oh! Honey" 10. "Warawanaide" (Don't Laugh - Japanese version) 11. "La La La" (Japanese version) 12. "I Wish" 13. "Kore Kurai no Sayonara" 14. "Color of Love" 15. "Madonna" (Japanese version) 16. "Starlight Moonlight" (Japanese version) (Encore) 17. "Koi wa Long Run" (Encore) -DVD - Type B: Music videos- 1. "Ai wa Move" (Music video - Japanese version) 2. "Madonna" (Music video - Japanese version) 3. "Shy Boy" (Music video - Japanese version) 4. "Kure Kurai no Sayonara" (Music video) 5. "Twinkle Twinkle" (Music video) 6. "Ai wa Move" (Music video - Making-of) | —                       | 11                      | - JPN: 12.249+ |            |            |            |
| "—" denota lançamentos que não entraram em chart ou não foram lançados nessa região. | |                         |                         |                |            |            |            |

### EPs
| Secret Time                                                                          | - Lançamento: 01 de Abril de 2010 - Gravadora: TS Entertainment - Formato: CD, Download Digital Lista de Faixas 1. "My Boy" 2. "Magic" 3. "Spotlight" 4. "Do As You Please" 5. "I Want You Back (Acoustic Version)" 6. "3 Years, 6 Months (Acoustic Version)" | 4 | —   | - KOR: 10.000+               |
| Madonna                                                                              | - Lançamento: 12 de Agosto de 2010 - Gravadora: TS Entertainment - Formato: CD, Download Digital Lista de Faixas 1. "Madonna" 2. "La La La" 3. "잘해 더 (Do It Better)" (feat. Baekchan of 8Eight) 4. ""줄듯말듯 (Hesitant)" 5. "자리비움 (Empty Space)" | 5 | —   | - KOR: 15.000+               |
| Poison                                                                               | - Lançamento: 13 de Setembro de 2012 - Gravadora: TS Entertainment - Formato: CD, Download Digital Lista de Faixas 1. "Telepathy" 2. "Poison" 3. "Falling in Love" 4. "Calling U" 5. "1, 2, 3" | 3 | 170 | - KOR: 10.886+ - JPN: 1.378+ |
| Letter from Secret                                                                   | - Lançamento: 30 de Abril de 2013 - Gravadora: TS Entertainment - Formato: CD, Download Digital Lista de Faixas 1. "YooHoo" 2. "키다리 아저씨" (Daddy Long Legs) 3. "ONLY U" 4. "B.O.Y" (Because of You) | 7 | —   | - KOR: 8.532+ - JPN: 1.335+  |
| Secret Summer                                                                        | - Lançamento: 11 de Agosto de 2014 - Gravadora: TS Entertainment - Formato: CD, Download Digital Lista de Faixas 1. "Feel the Secret (Intro)" 2. "I'm in Love" 3. "Look at Me" 4. "U R Fired" 5. "I Would Do Well" 6. "I'm in Love (Instrumental)" | 2 | —   | - KOR: 10.931+ - JPN: 731+   |
| Em Japonês                                                                           | |   |     |                              |
| Shy Boy                                                                              | - Lançamento: 16 de Novembro de 2011 - Re-lançamento: 07 de Dezembro de 2011 - Gravadora: Sony Music Associated Records - Formato: CD, Download Digital Lista de Faixas 1. "Shy Boy" (Japanese Version) 2. "Christmas Magic" (Starlight Moonlight) (Japanese Christmas Version) 3. "Together" (Japanese Version) 4. "笑わないで" (Don’t Laugh) (Japanese Version) 5. "Movie Star" (Japanese Version) 6. "La La La" (Japanese Version) -DVD (Limited Edition A)- 1. "Shy Boy" (Japanese Version) (Music Video) 2. "Shy Boy" (Japanese Version) (Dance Music Video) 3. "Shy Boy" (Japanese Version) (Music Video - Behind The Scenes Footage) -DVD (Limited Edition B)- 1. "Magic" (Live at Secret's first Japanese showcase) 2. "La La La" (Live at Secret's first Japanese showcase) 3. "My Boy" (Live at Secret's first Japanese showcase) 4. "チャリピウム" (Empty Space) (Live at Secret's first Japanese showcase) 5. "Madonna" (Live at Secret's first Japanese showcase) -Christmas Edition- 1. "Christmas Magic" (Starlight Moonlight) (Japanese Christmas Version) 2. "Shy Boy" (Japanese Version) 3. "Together" (Japanese Version) 4. "笑わないで" (Don’t Laugh) (Japanese Version) 5. "Movie Star" (Japanese Version) 6. "La La La" (Japanese Version) -DVD (Christmas Edition)- 1. "Christmas Magic" (Music Video) | — | 9   | - JPN: 14,602+               |
| "—" denota lançamentos que não entraram em chart ou não foram lançados nessa região. | |   |     |                              |

### Álbuns Singles
| Shy Boy                                                                              | - Lançamento: 6 de Novembro de 2011 - Gravadora: TS Entertainment - Formato: CD, Download Digital Lista de Faixas 1. "날 보러와요" 2. "샤이보이 (Shy Boy)" 3. "No. 1" 4. "샤이보이 (Shy Boy) (Instrumental)" 5. "No. 1 (Instrumental)" | 4 | - KOR: 21.294+ |
| Starlight Moonlight                                                                  | - Lançamento: 01 de Junho de 2011 - Gravadora: TS Entertainment - Formato: CD, Download Digital Lista de Faixas 1. "오! 허니 (Oh! Honey)" 2. "별빛달빛 (Starlight, Moonlight)" 3. "멜로영화 (Melodrama)"                               | 2 | - KOR: 10.775+ |
| Gift From Secret                                                                     | - Lançamento: 09 de dezembro de 2013 - Gravadora: TS Entertainment - Formato: CD, Download Digital Lista de Faixas 1. " 사르륵" 2. "I Do I Do" 3. "Remember Me" 4. "Fantastic"                                                         | 7 | - KOR: 5.051+  |
| "—" denota lançamentos que não entraram em chart ou não foram lançados nessa região. | |   |                |

## Singles
| "I Want You Back"                                                                    | 2009 | 27 | —  | —  | —  |                       | single sem álbum             |
| "Magic"                                                                              | 2010 | 2  | —  | —  | —  | - KR (DL): 2.287.835+ | Secret Time                  |
| "Madonna"                                                                            | 2010 | 1  | —  | —  | —  | - KR (DL): 1.839.869+ | Madonna                      |
| "Shy Boy"                                                                            | 2011 | 2  | —  | —  | —  | - KR (DL): 2.215.864+ | Shy Boy (single)             |
| "Starlight Moonlight"                                                                | 2011 | 2  | 18 | —  | —  | - KR (DL): 2.987.080+ | Starlight Moonlight (single) |
| "Love is Move"                                                                       | 2011 | 3  | 3  | —  | —  | - KR (DL): 2.521.177+ | Moving in Secret             |
| "Poison"                                                                             | 2012 | 4  | 8  | —  | —  | - KR (DL): 1.373.460+ | Poison                       |
| "Talk That"                                                                          | 2012 | 8  | 6  | —  | —  | - KR (DL): 988.200+   | Talk That (single)           |
| "YooHoo"                                                                             | 2013 | 5  | 4  | —  | —  | - KR (DL): 978.757+   | Letter from Secret           |
| "I Do I Do"                                                                          | 2013 | 15 | 23 | —  | —  | - KR (DL): 286.517+   | Gift From Secret (single)    |
| "I'm in Love"                                                                        | 2014 | 13 | —  | —  | —  | - KR (DL): 306.493+   | Secret Summer                |
| Em Japonês                                                                           |      |    |    |    |    |                       |                              |
| "Madonna"                                                                            | 2011 | —  | —  | 9  | 18 | - JPN (CD): 25.081+   | Welcome to Secret Time       |
| "So Much For Goodbye"                                                                | 2012 | —  | —  | 17 | 55 | - JPN (CD): 10.043+   | Welcome to Secret Time       |
| "Twinkle Twinkle"                                                                    | 2012 | —  | —  | 16 | 63 | - JPN (CD): 8.022+    | Welcome to Secret Time       |
| "I Do I Do"                                                                          | 2014 | —  | —  | 14 | 65 | - JPN (CD): 8.457+    | single sem álbum             |
| "YooHoo"                                                                             | 2014 | —  | —  | 17 | 69 | - JPN (CD): 6.106+    | single sem álbum             |
| "—" denota lançamentos que não entraram em chart ou não foram lançados nessa região. |      |    |    |    |    |                       |                              |

Nota: Venda de Singles coreanos são baseadas na chart Gaon digital de fim de ano.

## Trilhas Sonoras
| Ano  | Título | Drama |           |                 |
| ---- | ------ | ----- | --------- | --------------- |
| 2010 | Título | Drama | "Friends" | Master of Study |

## Videoclipes
| Ano        | Videoclipe                              | Duração    | Diretor     | Outras Versões |
| Em Coreano | Em Coreano                              | Em Coreano | Em Coreano  | Em Coreano     |
| ---------- | --------------------------------------- | ---------- | ----------- | -------------- |
| 2009       | "I Want You Back"                       | 4:22       | —           |                |
| 2010       | "Magic"                                 | 3:32       | Hong Won-ki |                |
| 2010       | "Madonna"                               | 3:42       | Hong Won-ki |                |
| 2011       | "Shy Boy"                               | 3:46       | Hong Won-ki |                |
| 2011       | "Starlight Moonlight"                   | 4:54       | Hong Won-ki |                |
| 2011       | "Love is Move"                          | 3:26       | Hong Won-ki |                |
| 2012       | "Poison"                                | 4:43       | Hong Won-ki |                |
| 2012       | "Talk That"                             | 3:57       | Hong Won-ki | Dance Version  |
| 2013       | "YooHoo"                                | 3:32       | Hong Won-ki |                |
| 2013       | "I Do I Do"                             | 4:45       | Hong Won-ki |                |
| 2014       | "I'm in Love"                           | 3:46       | Hong Won-ki |                |
| Em Japonês |                                         |            |             |                |
| 201?       | "MAGIC" (Dance Version)                 |            | Hong Won-ki |                |
| 201?       | "I'm In Love"                           |            | Hong Won-ki |                |
| 2011       | "CHRISTMAS MAGIC (Starlight Moonlight)" | 3:55       | Hong Won-ki |                |
| 2012       | "Madonna"                               | 3:50       | Hong Won-ki | Dance Version  |
| 2012       | "Shy Boy"                               | 3:41       | Hong Won-ki | Dance Version  |
| 2012       | "So Much For Goodbye"                   | 3:41       | Hong Won-ki |                |
| 2012       | "TWINKLE TWINKLE"                       | 3:26       | Hong Won-ki |                |
| 2012       | "Love is Move"                          | 3:22       | Hong Won-ki |                |
| 2014       | "I Do I Do" (Japanese Ver.）            | 4:41       | Hong Won-ki |                |
| 2014       | "YooHoo" (Japanese Ver.）               | 3:28       | Hong Won-ki |                |